# Angelique Clifton-Parks
Pour les articles homonymes, voir Clifton-Parks.
Angelique Clifton-Parks (couramment appelée Angie Clifton-Parks), née le 25 novembre 1965, est une joueuse professionnelle de squash représentant l'Afrique du Sud. 
Elle remporte deux titres de championne d'Afrique du Sud en 1989 et 1990. Sa sœur Chantel Clifton-Parks est également joueuse de squash et championne d'Afrique du Sud en 1995. 

## Palmarès

### Victoires
- Championnats d'Afrique du Sud : 2 titres (1989, 1990)